# Mahmoud Metwalli
Mahmoud el-Metwalli Mohamed Mansour, noto semplicemente come Mahmoud Metwalli (in arabo محمود المتولي محمد منصور‎?; Mansura, 4 gennaio 1993), è un calciatore egiziano, difensore dell'Al-Ahly.

## Caratteristiche tecniche
Metwalli è un difensore centrale, in grado di agire da centrocampista.

## Carriera

### Club
Muove i suoi primi passi nelle giovanili dell'Ismaily, che nel 2013 lo aggrega alla prima squadra. Il 30 luglio 2019 lascia l'Ismaily – di cui è stato capitano – passando all'Al-Ahly in cambio di 15 milioni di EGP, firmando un quinquennale. Nel 2020 – nonostante un grave infortunio al ginocchio che ne limita l'utilizzo – conquista uno storico treble, vincendo il campionato, la coppa nazionale e la CAF Champions League.

### Nazionale
Il 6 marzo 2013 viene convocato per la Coppa d'Africa Under-20 manifestazione vinta dagli egiziani, che ottengono quindi l'accesso ai Mondiali Under-20, disputati nel mese di giugno in Turchia. Esordisce in nazionale il 5 giugno 2017 contro la Libia, in amichevole.

## Statistiche

### Presenze e reti nei club
Statistiche aggiornate al 9 settembre 2023.
| Stagione        | Squadra         | Campionato      | Campionato | Campionato | Coppe nazionali | Coppe nazionali | Coppe nazionali | Coppe continentali | Coppe continentali | Coppe continentali | Altre coppe | Altre coppe | Altre coppe | Totale | Totale |
| Stagione        | Squadra         | Comp            | Pres       | Reti       | Comp            | Pres            | Reti            | Comp               | Pres               | Reti               | Comp        | Pres        | Reti        | Pres   | Reti   |
| --------------- | --------------- | --------------- | ---------- | ---------- | --------------- | --------------- | --------------- | ------------------ | ------------------ | ------------------ | ----------- | ----------- | ----------- | ------ | ------ |
| 2012-2013       | Ismaily         | PL              | 6          | 0          | CE              | 3               | 0               | ACC+CC             | 0+3                | 0                  | -           | -           | -           | 12     | 0      |
| 2013-2014       | Ismaily         | PL              | 9          | 0          | CE              | 1               | 0               | CC                 | 2                  | 0                  | -           | -           | -           | 12     | 0      |
| 2014-2015       | Ismaily         | PL              | 18         | 0          | CE              | 1               | 0               | -                  | -                  | -                  | -           | -           | -           | 19     | 0      |
| 2015-2016       | Ismaily         | PL              | 17         | 0          | CE              | 1               | 0               | -                  | -                  | -                  | -           | -           | -           | 18     | 0      |
| 2016-2017       | Ismaily         | PL              | 30         | 6          | CE              | 2               | 0               | -                  | -                  | -                  | -           | -           | -           | 32     | 6      |
| 2017-2018       | Ismaily         | PL              | 28         | 5          | CE              | 3               | 1               | -                  | -                  | -                  | -           | -           | -           | 31     | 6      |
| 2018-2019       | Ismaily         | PL              | 22         | 6          | CE              | 3               | 0               | ACC+CCL            | 4+5                | 0                  | -           | -           | -           | 34     | 6      |
| Totale Ismaily  | Totale Ismaily  | Totale Ismaily  | 130        | 17         |                 | 14              | 1               |                    | 14                 | 0                  |             | -           | -           | 158    | 18     |
| 2019-2020       | Al-Ahly         | PL              | 10         | 0          | CE              | 0               | 0               | CCL                | 6                  | 0                  | SE+SE       | 1+1         | 0           | 18     | 0      |
| 2020-2021       | Al-Ahly         | PL              | 1          | 0          | CE              | 0               | 0               | CCL                | 0                  | 0                  | SE+SA+Cmc   | 0           | 0           | 1      | 0      |
| 2021-2022       | Al-Ahly         | PL              | 7          | 0          | CE              | 3               | 0               | CCL                | 0                  | 0                  | SE+SA+Cmc   | 1+0+0       | 0           | 11     | 0      |
| 2022-2023       | Al-Ahly         | PL              | 17         | 1          | CE              | 0               | 0               | CCL                | 4                  | 0                  | SE+Cmc      | 1+3         | 0           | 25     | 1      |
| 2023-2024       | Al-Ahly         | PL              | 0          | 0          | CE              | 0               | 0               | AFL+CCL            | 0                  | 0                  | SE+SA+Cmc   | 0           | 0           | 0      | 0      |
| Totale Al-Ahly  | Totale Al-Ahly  | Totale Al-Ahly  | 35         | 1          |                 | 3               | 0               |                    | 10                 | 0                  |             | 7           | 0           | 55     | 1      |
| Totale carriera | Totale carriera | Totale carriera | 165        | 18         |                 | 17              | 1               |                    | 24                 | 0                  |             | 7           | 0           | 213    | 19     |

### Cronologia presenze e reti in nazionale
| Cronologia completa delle presenze e delle reti in nazionale ― Egitto | Cronologia completa delle presenze e delle reti in nazionale ― Egitto | Cronologia completa delle presenze e delle reti in nazionale ― Egitto | Cronologia completa delle presenze e delle reti in nazionale ― Egitto | Cronologia completa delle presenze e delle reti in nazionale ― Egitto | Cronologia completa delle presenze e delle reti in nazionale ― Egitto | Cronologia completa delle presenze e delle reti in nazionale ― Egitto | Cronologia completa delle presenze e delle reti in nazionale ― Egitto |
| Data                                                                  | Città                                                                 | In casa                                                               | Risultato                                                             | Ospiti                                                                | Competizione                                                          | Reti                                                                  | Note                                                                  |
| --------------------------------------------------------------------- | --------------------------------------------------------------------- | --------------------------------------------------------------------- | --------------------------------------------------------------------- | --------------------------------------------------------------------- | --------------------------------------------------------------------- | --------------------------------------------------------------------- | --------------------------------------------------------------------- |
| 5-6-2017                                                              | Il Cairo                                                              | Egitto                                                                | 1 – 0                                                                 | Libia                                                                 | Amichevole                                                            | -                                                                     | 64’ 90’                                                               |
| 13-8-2017                                                             | Alessandria d'Egitto                                                  | Egitto                                                                | 1 – 1                                                                 | Marocco                                                               | Q. Campionato delle Nazioni Africane 2018                             | -                                                                     | 68’                                                                   |
| 18-8-2017                                                             | Rabat                                                                 | Marocco                                                               | 3 – 1                                                                 | Egitto                                                                | Q. Campionato delle Nazioni Africane 2018                             | -                                                                     | 73’                                                                   |
| Totale                                                                |                                                                       | Presenze                                                              | 3                                                                     |                                                                       | Reti                                                                  | 0                                                                     |                                                                       |

## Palmarès

### Club

#### Competizioni nazionali
- Campionato egiziano: 3

Al-Ahly: 2019-2020, 2022-2023, 2023-2024
- Coppa d'Egitto: 3

Al-Ahly: 2019-2020, 2021-2022, 2022-2023
- Supercoppa d'Egitto: 4

Al-Ahly: 2018, 2021, 2022, 2023

#### Competizioni internazionali
- CAF Champions League: 4

Al-Ahly: 2019-2020, 2020-2021, 2022-2023, 2023-2024
- Supercoppa CAF: 2

Al-Ahly: 2020, 2021

### Nazionale
- Coppa delle Nazioni Africane Under-20: 1

Algeria 2013